# Arene (mitologia)
Arene (en grec antic: Ἀρήνη) va ser, segons la mitologia grega, l'heroïna epònima de la ciutat d'Arena, que va fundar el seu marit, Afareu, rei de Messènia, en el seu honor.
Segons Apol·lodor, era filla d'Èbal, però no es coneix el nom de la seva mare. Amb Afareu va tenir tres fills: Idas, Linceu i Pisos. Apol·lodor diu també que Arene, unida amb Posidó, va engendrar Idas.
Pausànias diu que no gaire lluny de la ciutat de Lèpreon, a l'Èlida, hi havia una font que es deia Arene, en honor de l'esposa d'Afareu.